# 宪法广场 (雅典)

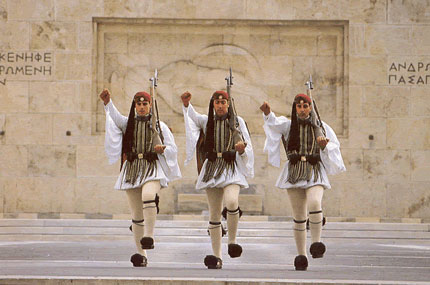
无名烈士墓前的埃夫佐尼卫兵换岗

宪法广场（希臘語：Πλατεία Συντάγματος）是希腊首都雅典的主要广场，位于希腊国会之前，得名于1843年9月3日奥托国王在起义后批准的希腊宪法。 

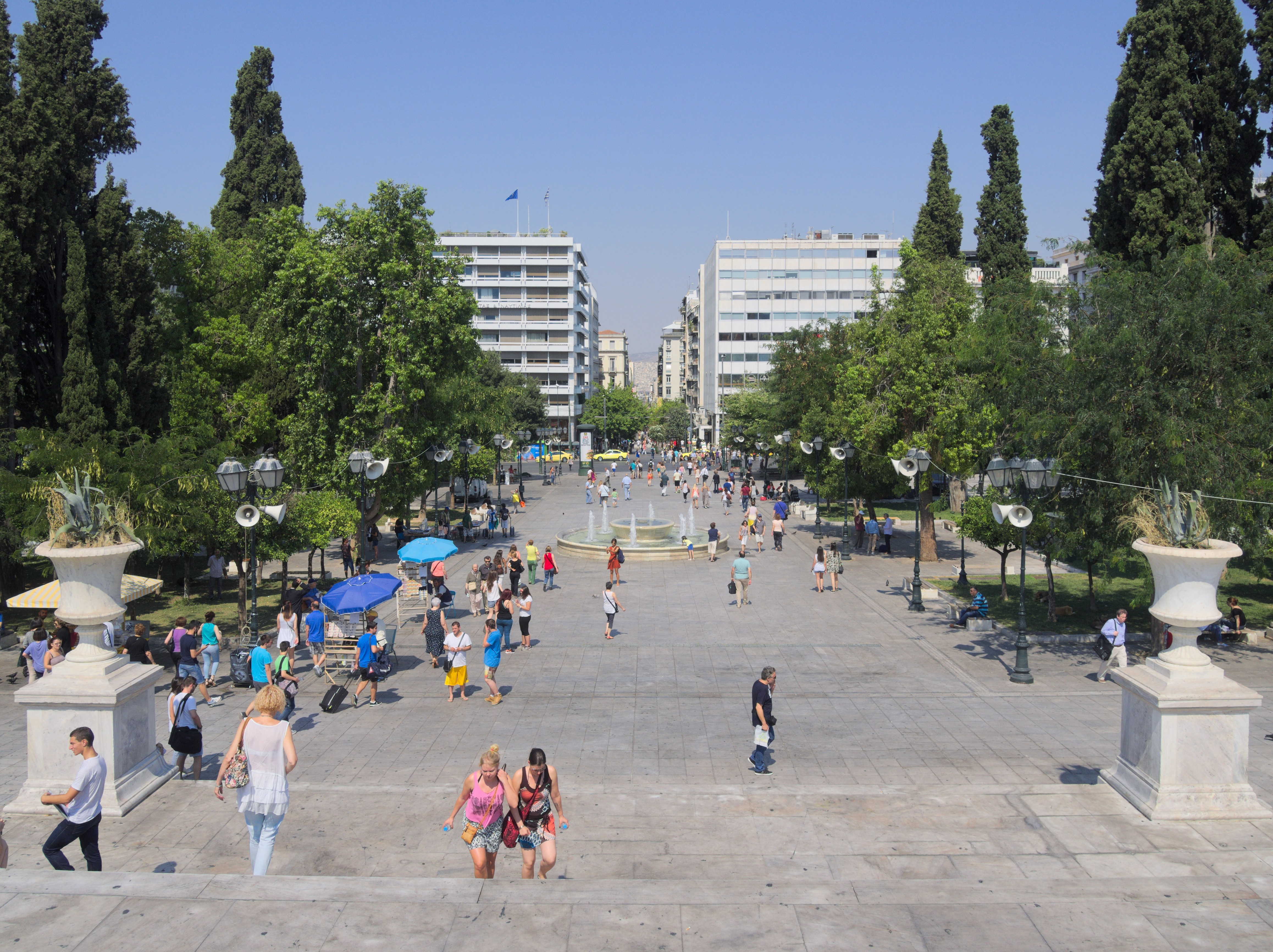
宪法广场

宪法广场北到Vassileos Georgiou A'街，南面是Othonos 街，西到Filellinon 街，东到阿马利亚大街。广场的东部比西部高，有一些大理石台阶通到阿马利亚大街。其下方是地铁车站。附近多户外咖啡馆，是受欢迎的市中心聚会地点。广场的南北有两片绿地，种植有遮荫树木，中心是一个大型喷泉，与雅典人一同度过炎夏。
广场经常举行政治游行。东侧的阿马利亚大街对面，就是议会大厦及其周围的国家公园。每个小时在广场与议会之间的无名烈士墓前举行总统卫兵换岗仪式。在星期日和官方假日，大部分卫兵都参加换岗仪式，并有军乐队伴奏。
宪法广场还是雅典多种公共交通形式的枢纽，地铁在此设站，公共汽车和电车可通达城市各处。宪法广场与机场之间开行机场专线和地铁线泥路。雅典市在广场提供高速（4 Mbit/s）无线上网。
宪法广场附近有许多名胜古迹，例如雅典卫城、酒神剧场、Areopagus、雅典古市场与哈德良图书馆、罗马市场的风塔、Choragic Monument of Lysicrates、哈德良拱门、奥林匹亚宙斯神庙、Pnyx、菲洛帕波斯纪念碑 on Nymphs山、Kerameikos公墓、无名烈士墓和吕卡维多斯山。古老的教堂也散布在该区，有些可追溯到中世纪。